# Plagodis reticulata
Plagodis reticulata är en fjärilsart som beskrevs av W. Warren 1893. Plagodis reticulata ingår i släktet Plagodis och familjen mätare. Inga underarter finns listade i Catalogue of Life.

## Bildgalleri

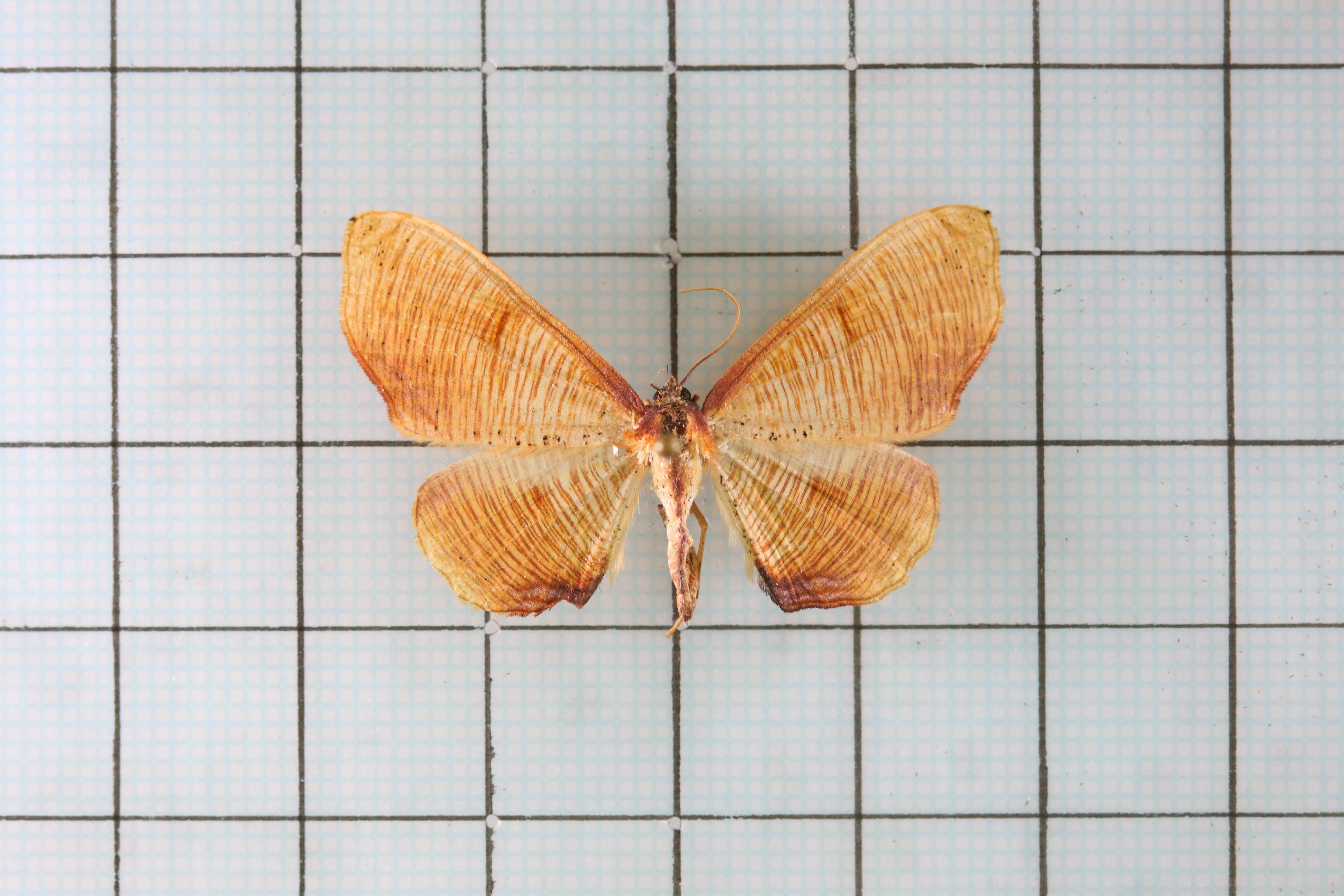